# عنف على الهندوس في بنغلاديش عام 2024
اندلعت مزاعم بوقوع هجمات على منازل وشركات ومعابد للهندوس في بنغلاديش بعد استقالة الشيخة حسينة في 5 أغسطس 2024. يذكر المحللون أن معظم هذه الهجمات لم تكن ذات طابع طائفي بحت بل كانت مزيجًا من أعمال انتقام سياسي وجرائم جنائية وسط تدهور الأوضاع الأمنية في البلاد.
أفاد مجلس الوحدة المسيحية البوذية الهندوسية تسجيل حوالي 2,010 حوادث استهدف للأقليات بين 4 و 20 أغسطس منها 69 معبدًا، وذكر نهب وتخريب منازل 157 عائلة بعضها أطلق عليها النار، كما هوجمت ونهبت بعض المنشآت التجارية. أسفرت هذه الأحداث عن مقتل خمسة هندوس اثنان منهم على الأقل أعضاء في رابطة عوامي.
في ظل هذه الأحداث روجت وسائل إعلام وحسابات وسائل تواصل اجتماعي هندية لمعلومات مضللة ودعاية بشأن الهجمات. أكدت هيئة الإذاعة البريطانية أن بعض هذه الاعتداءات استهدفت الأقليات فعلًا، أما أغلبية المزاعم فإما غير مؤكدة أو مبالغ فيها أو عُرضت بشكل مضلل. كما أشار مدققو الحقائق إلى تعقيد الموقف وصعوبة تقديم تقييم دقيق لأسباب العنف.

## خلفية
كانت حركة إصلاح الحصص في يوليو 2024 هي السبب الرئيس لاندلاع الاحتجاجات ‏ ضد الحكومة والتي أخرجت في النهاية حكومة رابطة عوامي من السلطة. تسببت كافة الأحزاب السياسية الرئيسية في البلاد في أعمال عنف على الهندوس. وهذا ما فعله حزب جاتيا في عام 1990 والحزب الوطني البنجلاديشي (BNP) في عام 2001 وجماعة الإسلام في عام 2013،  والحزب الوطني البنجلاديشي والجماعة الإسلامية معًا في عام 2014. ونتيجة لذلك فقدت هذه الأحزاب دعم المجتمع الهندوسي. كان يُنظر إلى رابطة عوامي باعتبارها الأمل الأخير للعلمانية وكان يُعتقد أنها تحمي الأقلية الهندوسية  على الرغم من وقوع العديد من الهجمات أثناء فترة وجودها في السلطة.

## الهجمات
بعد رحيل حسينة، وقعت العديد من الهجمات ضد الهندوس في بنغلاديش. وشملت الهجمات تدمير معابد ومنازل ومحال تجارية مملوكة للأقليات. كما وردت تقارير عن حوادث سرقة وقتل في عدة أنحاء من البلاد.
وأظهر تقرير أعده بروثوم ألو في الفترة من 5 أغسطس/آب إلى 20 أغسطس/آب 2024، وقوع 1068 هجوماً في 49 منطقة. وقد وقعت معظم الهجمات في مدينة خولنا، حيث تضرر ما لا يقل عن 295 منزلاً ومتجراً. كما عانت أماكن أخرى: 219 في رانجبور و 183 في ميمينسينغ و 155 في راجشاهي و 79 في دكا و 68 في باريسال و 45 في شيتاغونغ و 25 في سيلهيت. في بعض المناطق كان الضرر سيئًا للغاية، ولكن في مناطق أخرى لم يكن الأمر كذلك. قُتل هندوسيان، وبلغ إجمالي الهجمات 912 هجومًا. وفي ما لا يقل عن 506 حالة، كان الضحايا من مؤيدي رابطة عوامي. وجد مراسلو بروثوم ألو 546 منزلاً ومتجراً متضرراً، أي 51 بالمائة من إجمالي الدمار.
أفادت مجموعات الأقليات بوقوع 2010 حادثة عنف في جميع أنحاء البلاد خلال الفترة من 4 أغسطس إلى 20 أغسطس 2024. قُتل تسعة أشخاص، وتأثرت 1705 أسر بشكل إجمالي. من بين هذه الأسر، تعرضت منازل ومتاجر 157 أسرة للهجوم والنهب والتدمير أو الحرق. كما فقدت بعض الأسر أراضيها بسبب الاستيلاء عليها بالقوة. وكشفت تحقيقات أجرتها نيترا نيوز في 30 أكتوبر أن بعض حالات القتل لم تكن تبدو مرتبطة بالدين.
قالت مصادر في الشرطة إنه في الفترة من 5 أغسطس إلى 9 أغسطس، بعد انتهاء حكومة رابطة عوامي، وقعت 47 حادثة بالقرب من منصات إقامة طقوس بوجا. تضمنت هذه الحوادث تدمير 30 تمثالاً ومعابد، و 4 حالات سرقة، و 3 حرائق، و 10 حالات أخرى.
وفي مؤتمر صحفي عقده مجلس شاترا أويكيا في بنغلاديش، وهو مجموعة تمثل الأقليات، تم الإعلان عن أن 49 معلماً من الأقليات اضطروا إلى ترك وظائفهم بين 5 أغسطس و31 أغسطس. وأفاد أحد هؤلاء المعلمين، هاريبادا داس من شاندبور، أن منزله تعرض للهجوم والنهب في 5 أغسطس بعد تغيير الحكومة. بالكاد تمكن هو وعائلته من الهروب. وبينما عادت عائلته إلى المنزل، لم يعد هو. وغالباً ما تلقى تهديدات بمغادرة وظيفته، وهو خائف من العودة إلى العمل. لكن الحكومة طلبت منه العودة إلى كليته غداً.
في الوقت نفسه، فقد 252 ضابط شرطة هندوسي وظائفهم. ولم يعد هناك أي مفتش شرطة (Sub-Inspector) هندوسي في بنغلاديش.
وصرح وزير الدولة للشؤون الخارجية الهندي، كيرتي فاردان سينغ، بأن هناك 2200 حالة عنف على الهندوس والأقليات الأخرى في بنغلاديش منذ عام 2024 وحتى 8 ديسمبر.

## التضليل
انتقد جوبيندا برامانيك الرئيس السابق للتحالف الوطني الهندوسي الكبير في بنغلاديش، التغطية الإعلامية الهندية قائلًا أنها لم تعكس الواقع بدقة. كان برامانيك قد تولي رئاسته التحالف الوطني ثم أقيل منه وعاد لرئاسته مجددًا بعد سقوط حكومة الشيخة حسينة. وصف الدكتور مريتيونجوي كومار روي الأمين العام للمنظمة نفسها في 7 أغسطس تصريحات برامانيك للإعلام بأنها كاذبة ومُهينة ومخزية للمجتمع الهندوسي في بنغلاديش، مطالبًا إياه بتقديم اعتذار علني.
نفى زعيم الحزب الوطني البنغلاديشي شاندرا روي المزاعم الإعلامية الهندية التي وصفت حزبه بالمعادي للهندوس، مؤكدًا أن الحزب يدعم جميع الجماعات الدينية ويعمل على تعزيز الشمولية في المجتمع البنغلاديشي.
كما تداولت حسابات هندية على وسائل التواصل الاجتماعي العديد من مقاطع الفيديو والصور المضللة حول الهجمات على الهندوس في بنغلاديش، والتي نفتها جهات تحقق مستقلة. وانتشر أيضًا تقرير كاذب يزعم إحراق منزل لاعب الكريكيت البنغلاديشي ليتون داس، وهو ما دحضه داس نفسه في منشور له على فيسبوك، مؤكدا عدم صحة هذه الادعاءات.
أبرزت بي بي سي فيريفر تداول معلومات مضللة على وسائل التواصل الاجتماعي، بعضها كان مبالغًا فيه أو لا يرتبط بالحادث الأصلي. وأشار المحللان فريد إركيزيا بخت وسيدارث فاراداراجان إلى أن حملة التضليل تهدف إلى زعزعة استقرار بنغلاديش، مدفوعة بخيبة الأمل الهندية لفقدانها الشيخة حسينة حليفها الاستراتيجي وقلق الهند من الحكومة الجديدة قد تتخذ توجهات معادية للهند. كما سلطت بي بي سي نيوز ودويتشه فيله وفرانس 24 والعديد من منصات التحقق من المعلومات الضوء على الشائعات المتداولة على منصة إكس ووسائل التواصل الاجتماعي الأخرى.